# Ozirisz-mítosz

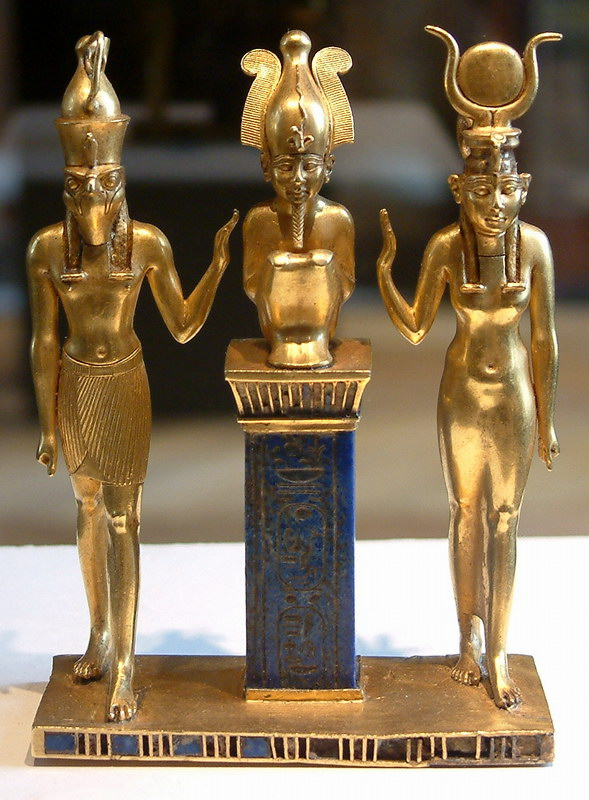
Hórusz, Ozirisz és Ízisz (balról jobbra)

Az Ozirisz-mítosz az egyik legjelentősebb és legrészletesebb ókori egyiptomi mítosz. Ozirisz istennek, a legenda szerint Egyiptom egyik első uralkodójának a meggyilkolásáról és fia, Hórusz bosszújáról szól. Oziriszt testvére, Széth megölte, és elfoglalta trónját. Ízisz, Ozirisz testvére és felesége gyermeket szült, akit sokáig rejtegetett Széth elől; ő volt Hórusz, ki felnőve szembeszállt Széthtel és hosszú küzdelem után legyőzte. A mítosz fontos szerepet tölt be az egyiptomiaknak a királyságról és a trónutódlásról, a rend és káosz közti konfliktusról, illetve a halálról és a túlvilágról alkotott elképzelésében, egyben pontos jellemzést ad a főszereplő istenek személyiségéről, akik kultuszának számos eleme ebből a mítoszból ered.
Az Ozirisz-mítosz már az i. e. 25. századra nagyjából kialakult. Számos eleme vallási eredetű, de a Hórusz és Széth közti küzdelmet lehetséges, hogy valós történelmi események ihlették, melyekre Egyiptom történelmének korai szakaszában került sor. A tudósok megpróbálták kideríteni, mely eseményekből születhetett a történet, de meggyőző eredmények nem születtek.
A mítosz elemei számtalan, különféle műfajú egyiptomi szövegben megjelennek, halotti szövegektől és mágikus formuláktól az elbeszélésekig. Emiatt részletesebb és összefüggőbb, mint a legtöbb egyiptomi mítosz, azonban ezen szövegek egyikében sem teljes egészében szerepel, és az események leírásában nagy változatosság észlelhető. Az ókori görög és római írások, például Plutarkhosz Ízisz és Ozirisze több információt nyújtanak, és bár elképzelhető, hogy nem mindig tükrözik pontosan az ókori egyiptomiak hitét, ezek által a mítosz akkor is fennmaradt, amikor az egyiptomi vallás legtöbb eleme már feledésbe merült.

## Források

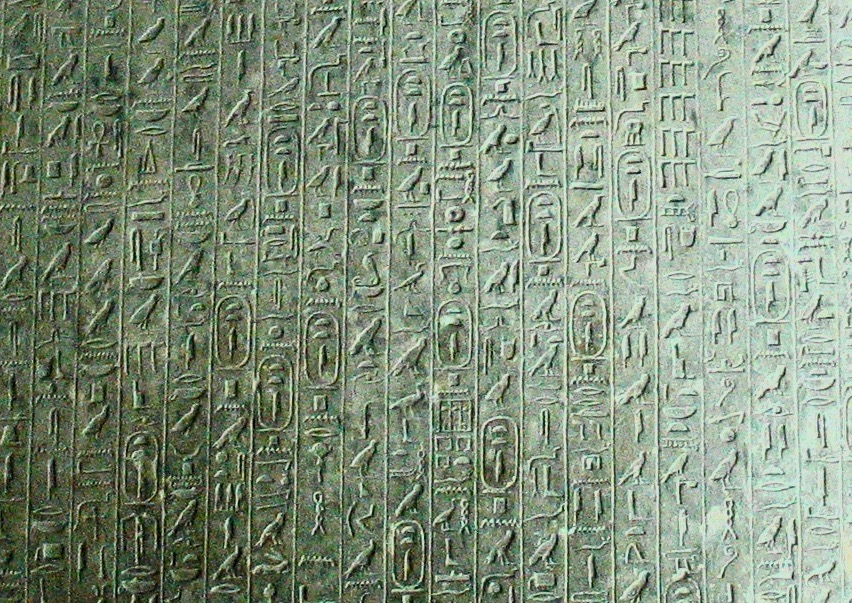
A Piramisszövegek Teti fáraó piramisában

## Szinopszis

### Ozirisz halála és feltámasztása
A történet kezdetén Ozirisz uralkodik Egyiptomban. Őseitől örökölte a királyságot, apja Geb földisten, nagyapja Su, a levegő istene, akit Atum, a világ teremtője hozott létre. Királynéja Ízisz, aki Ozirisszel, Széthtel és Nephtisszel együtt szintén Geb és az égistennő Nut gyermeke. Ozirisz uralkodásáról kevés információ szerepel egyiptomi forrásokban, a hangsúly a halálán és az ezt követő eseményeken van. Ozirisz az életet adó hatalommal, az igazságos királysággal és a maattal – a dolgok ideális rendjével – áll kapcsolatban, Széth pedig az erőszakkal és zűrzavarral. Ozirisz meggyilkolása így a rend és káosz harcának, az élet és halál szembenállásának szimbóluma.
A mítosz egyes változatai megadják Széth motivációját Ozirisz megölésére. A Piramisszövegekben Széth azért áll bosszút, mert Ozirisz megrúgta, míg egy későkori szöveg szerint azért, mert Ozirisz lefeküdt Széth feleségével, Nephtisszel. Magára a gyilkosságra gyakran utalnak, de sehol nem írják le. Az egyiptomiak hittek a kimondott szó hatalmában, ezért igyekezték elkerülni, hogy olyan rossz eseményekről írjanak, mint Ozirisz halála. Néhol még tagadják is a halálát, annak ellenére, hogy a szövegek túlnyomó része világossá teszi, hogy meggyilkolták. Egyes szövegekben Széth vadállat – krokodil vagy bika – képében öli meg Oziriszt, máshol a folyóba dobják az istent, ahol megfullad, vagy a halála után dobják a vízbe. Innen eredhet az az egyiptomi hit, hogy a Nílusba fulladt emberek szentek. A szövegekben még az áldozat személyazonossága is változó, van, ahol nem Oziriszt, hanem Hórusz egy változatát, az idősebb Hóruszt gyilkolja meg Széth, és őérte áll bosszút fia, a fiatalabb Hórusz.
Az Újbirodalom végére alakult ki a mítosznak az az eleme, hogy Széth feldarabolta Ozirisz testét és szétszórta Egyiptomban. Ozirisz kultuszhelyei szerte az országban azt állították, közelükben találták a holttestet vagy egy darabját. Széth a hagyomány szerint negyvenkét darabra vágta szét a testet, ami megfelel Egyiptom negyvenkét nomoszának. Így a királyfogalom istene királyságának megtestesülésévé vált.

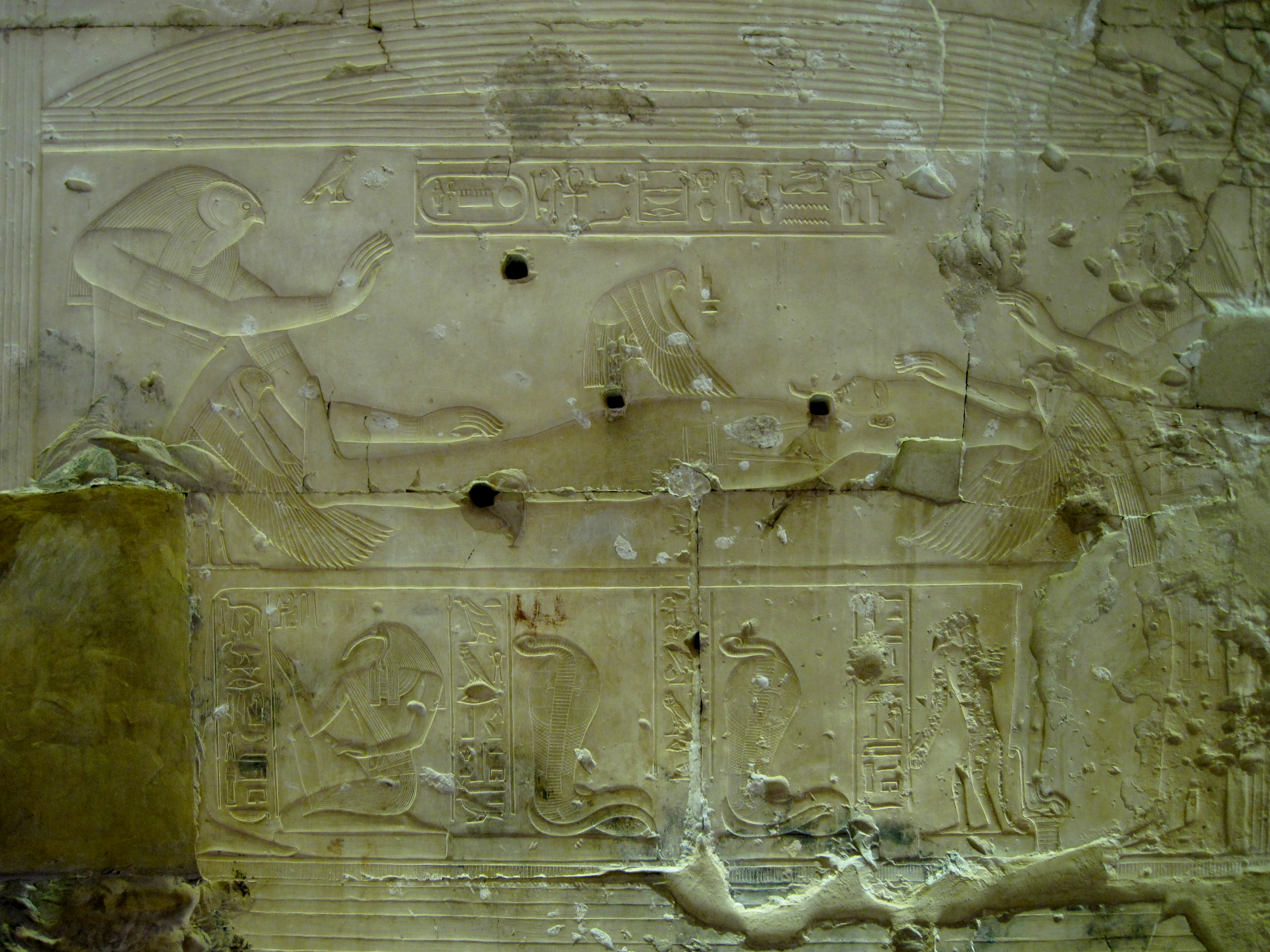
Ízisz madár formájában egyesül az elhunyt Ozirisz testével. Kétoldalt Hórusz, bár még meg sem született, illetve Ízisz emberi alakban.

Ozirisz halálát vagy interregnum követte, vagy Széth vette át az uralmat a királyság felett. Eközben Ízisz Nephtisz segítségével férje holttestét kereste. Az Oziriszt kereső és gyászoló istennőket gyakran hasonlították sólyomhoz vagy kányához, talán mert a kányák messzire elrepülnek, amikor dögöt keresnek, mert kiáltásuk gyászos hangzású, vagy mert kapcsolatban állnak Hórusszal, akit gyakran ábrázolnak sólyomként. Az Újbirodalom idején, amikor Ozirisz halálát és újjáéledését összefüggésbe hozták a Nílus éves áradásával, ami termékennyé tette Egyiptomot, a folyó vizét Ízisz könnyeinek vagy Ozirisz testnedveinek tartották, így azt az életadó isteni hatalmat jelképezte, ami a folyó vizében és az áradás után növő növényekben lakozik.
A két istennő megtalálta és összerakta Ozirisz testét, más istenek, köztük a gyógyító hatalommal rendelkező bölcs Thot, és a balzsamozás, valamint a halotti rítusok istene, Anubisz segítségével. Innen ered a test tartósításának, a mumifikálásnak a hagyománya, mellyel a testnek a halál után bekövetkező romlását kísérlik meg megakadályozni. A történetnek ezt a részét gyakran bővítik olyan epizódokkal, melyben Széth és követői megpróbálják elpusztítani a testet, Ízisz és szövetségesei pedig igyekeznek ezt megakadályozni. Miután Ozirisz testét összerakták, Ízisz madár formájában fölé emelkedett, szárnyaival életet legyezett belé, és párosodott vele. Ozirisz felélesztése azonban nem volt tartós, a történetben ez után az epizód után már csak a Duat, a holtak távoli és rejtélyes világának uralkodójaként említik. Ízisz azonban megfogant és megszülte Ozirisz fiát és örökösét, Hóruszt. Bár Ozirisz a túlvilágon van, ő és vele a királyság újjászületik.
Plutarkhosz leírása, mely a mítosznak főleg ezzel a részével foglalkozik, sokban különbözik az egyiptomi forrásokban szereplő mítosztól. Széth – akit Plutarkhosz Tüphónnak nevez – hetvenhárom társával együtt szövetkezik Ozirisz elpusztítására, és készít egy díszes ládát, amelyet egy előkelő banketten bemutat és közli, hogy annak adja ajándékba, aki pont belefér. A vendégek sorban belefekszenek, de senki nem fér pontosan bele, kivéve Oziriszt, akinek Széth titokban a méretére készíttette. Mikor belefeküdt, Széth és társai lezárják és lepecsételik a ládát, majd a Nílusba dobják. A láda, benne Ozirisz testével, kiúszik a tengerre és Büblosz városánál a partra ér. Itt fa nő köré. Büblosz királya kivágatja a fát, melyben még benne van a láda, és oszlopot készíttet belőle palotája számára. Ízisz innen viszi el férje testét, de a fát Bübloszban hagyja, ahol a helyiek tiszteletének tárgya lesz. A történetnek ez a változata, mely egyiptomi forrásokból nem ismert, etiológiai magyarázatot ad Ízisz és Ozirisz kultuszának egy olyan elemére, amely Bübloszban létezett Plutarkhosz idejében és talán már korábban, az Újbirodalom korában is.
Plutarkhosz azt is írja, hogy Széth csak azután lopja el és darabolja fel a holttestet, hogy Ízisz rálelt. Ízisz ezután megkeresi és eltemeti a holttest minden egyes darabját, kivéve a péniszt, amelyet mágikusan kell rekonstruálnia, mert egy hal megette. Plutarkhosz szerint ez a magyarázata, hogy az egyiptomiaknál tabu volt a halfogyasztás. Az egyiptomi beszámolók szerint azonban Ozirisz péniszét épségben megtalálták, Plutarkhosz történetével egyiptomi forrásokban egyedül az A két fivér története mutat hasonlóságot – egy újbirodalmi népmese, mely néhány részletében hasonlít az Ozirisz-mítoszra.
További eltérés az eredeti és a plutarkhoszi változat közt Hórusz születésének leírása. Plutarkhosznál az apját megbosszuló Hórusz még Ozirisz életében született, az isten halála után fogant gyermek egy második, gyenge és éretlen gyermekük, Harpokratész. Az egyiptomi hagyományban Harpokratész (Hór-pa-hred, „Hórusz, a gyermek”) Hórusz egyik megjelenése, de Plutarkhosz külön szereplővé tette.

### Hórusz születése és gyermekkora

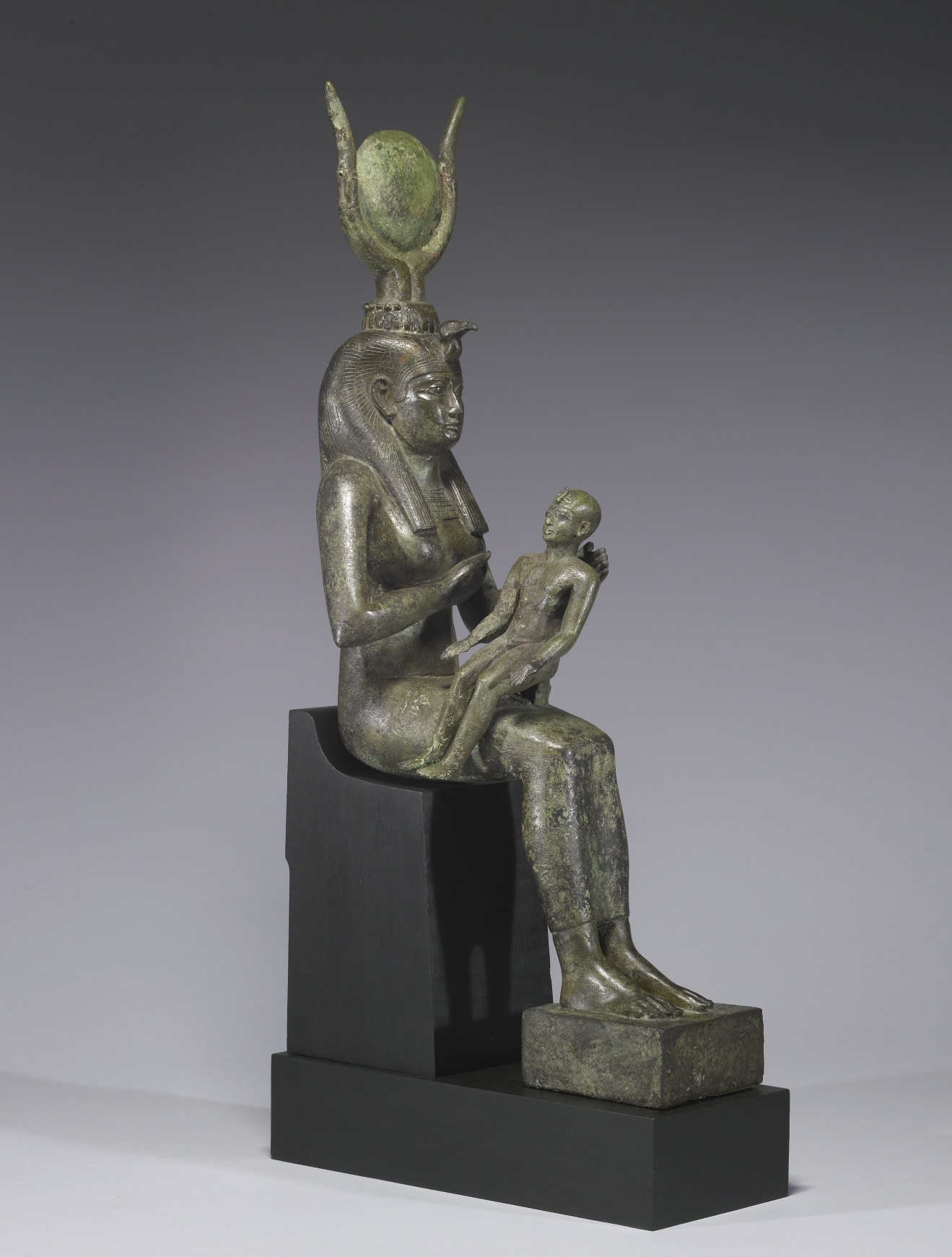
A Hóruszt szoptató Ízisz

Az egyiptomi forrásokból ismert történetben Ízisz a Nílus-delta papirusznádasába rejtőzik Széth elől, aki magára nézve fenyegetőnek érzi a gyermek létét. A hely neve egyiptomi nyelven Akh-biti, „Alsó-Egyiptom királyának papiruszrengetege”. A görög írók Khemmisznek nevezték és úgy tartották, Butó városának közelében található, de a mítoszban a földrajzi hely mellékes, az elvonulás és biztonság ikonikus helyeként jelentős. A papirusznádas fontosságát jelzi az is, hogy gyakran ábrázolják a művészetben; az egyiptomi mítoszok legtöbb helyszínére ez nem jellemző. Ízisz itt ad életet gyermekének, Hórusznak, és itt neveli, ezért nevezik a papirusznádast „Hórusz fészkének”. A Hóruszt szoptató Ízisz alakja gyakori témája az egyiptomi művészetnek.
Egyes szövegekben Ízisz útnak indul fia születése után, az emberek világában jár, ahol kiléte titokban marad, sokszor még segítséget is kér az emberektől. Egyiptomi mítoszban szokatlan motívum ez, mert az istenek és emberek általában elkülönült szférában léteznek. Ahogy a mítosz korábbi szakaszában is, itt is gyakran segítik más istenek, akik védelmezik gyermekét távollétében. Egy mágikus ráolvasás szerint hét kisebb skorpióistenség utazik Ízisszel és védelmezi, miközben az istennő segítséget kér Hórusz számára. Egy alkalommal bosszút állnak egy asszonyon, aki nem volt hajlandó segíteni Íziszen, és megmarják az asszony fiát, de Ízisz közbelép és meggyógyítja az ártatlan gyermeket.
A mítosznak ebben a részében Hórusz sérülékeny gyermek, akire veszélyek sora leselkedik. A varázsszövegekben, melyek a gyermek Hórusz történetét használják gyógyító erejük alapjaként, különféle betegségeket és sérüléseket tulajdonítanak neki, skorpiócsípéstől az egyszerű gyomorfájásig, attól függően, épp milyen betegség gyógyítására szánták őket. A leggyakoribb változatban a gyermek istent kígyó marja meg, ami tükrözi az egyiptomiak félelmét a kígyómarástól. Egyes szövegek utalnak rá, hogy ezeket az ellenséges teremtményeket Széth küldte. Ízisz vagy saját varázserejével gyógyítja meg gyermekét, vagy más isteneket – például Rét vagy Gebet – vesz rá könyörgéssel vagy fenyegetéssel, hogy segítsenek rajta. Míg a mítosz első szakaszában elsődlegesen a gyászoló szerepében mutatkozik, ebben a szakaszban ő az ideális anya. A mágikus ráolvasásokban Ízisznek a fia meggyógyítására tett törekvéseit terjesztik ki minden betegre.

### Hórusz és Széth összetűzése
A mítosz harmadik szakaszában a már felnőtt Hórusz harcba száll Széthtel Egyiptom trónjáért. Harcuk gyakran erőszakos, de szerepet vállal benne az Enneád, az istenek csoportja is, akik összeülnek, hogy eldöntsék, kit illet jog szerint Egyiptom trónja. A bíró az ügyben egyes változatok szerint Geb, aki Ozirisz és Széth apja és az Oziriszt megelőző uralkodó, máshol Ré vagy Atum, akitől a királyság ered. Más istenek is fontos szerepet játszanak: Thot gyakran szerepel békéltetőként vagy a bíró segítőjeként, a Hórusz és Széth története szerint pedig Ízisz ravaszságával és varázserejével segíti fiát.
Hórusz és Széth vetélkedését két különböző módon mutatják be. Mindkettő előfordul már a Piramisszövegekben, a mítosz legrégebbi forrásában. Itt egyes szövegekben Hórusz Ozirisz fia és Széth unokaöccse, a konfliktus fő oka pedig Ozirisz meggyilkolása; a másik hagyomány szerint Hórusz és Széth testvérek. Ez az ellentmondás több későbbi forrásban is szerepel, a két istent hol testvéreknek, hol nagybácsinak és unokaöcsnek nevezik, néha még ugyanannak a szövegnek két pontján is.

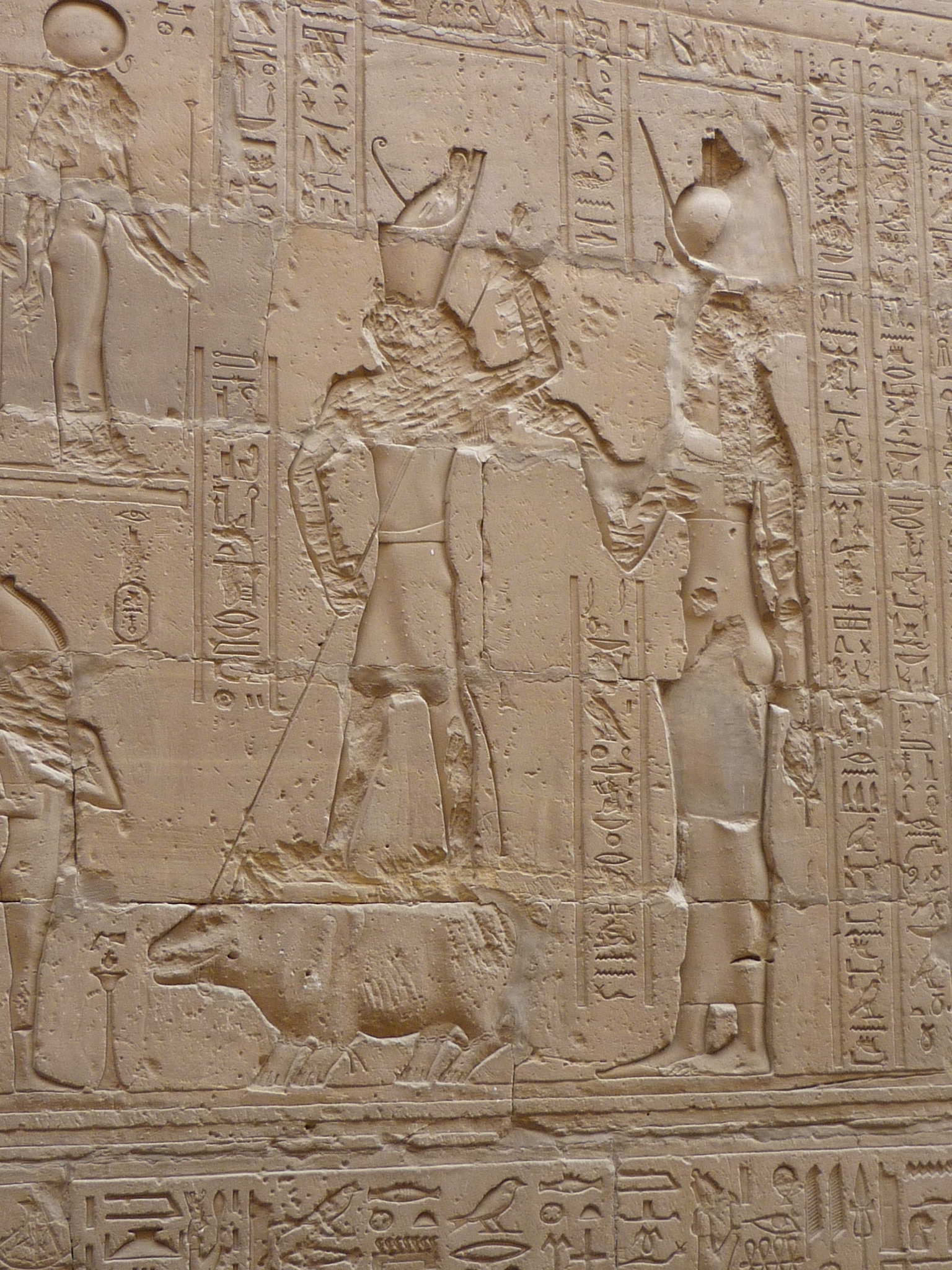
Hórusz ledöfi a víziló képében megjelenő Széthet, miközben Ízisz nézi

Az istenek küzdelme számos epizódból áll. A Hórusz és Széth története elmeséli, hogy a két isten különféle más istenekhez folyamodik, hogy ítélkezzenek az ügyben, illetve számos versenyszámban – például csónakversenyben vagy állat alakjában folytatott küzdelemben – méri össze magát, hogy eldöntsék, ki a győztes. Ebben a történetben Hórusz minden alkalommal legyőzi Széthet, és a legtöbb isten is őt támogatja. A harc azonban így is nyolcvan éven át tart, mert a döntőbíró, a teremtő isten Széth pártján áll. A későbbi rituális szövegekben a harcot hatalmas csatának állítják be, melyben a két isten szövetségesei csapnak össze. A harc egy pontján Ízisz szigonnyal támad Széthre, aki Hórusszal vív, de véletlenül a fiát találja el, aki haragjában ezért levágja a fejét. Thot egy tehén fejével helyettesíti Ízisz fejét; a szöveg itt mitikus magyarázatot ad a tehénszarvas fejdíszre, melyet Ízisz számos ábrázolásán visel. Egyes forrásokban Széth a további támadásait azzal indokolja, hogy a fiatalabb isten ilyen erőszakosan viselkedett az anyjával.
A konfliktus egy lényeges eleme, amikor Széth szexuálisan molesztálja Hóruszt. Részben ellenfele megalázása motiválja, részben homoszexuális vágya – az erőszakos és válogatás nélküli szexualitás részét képezi Széth jellemzésének. Ennek az epizódnak a legkorábbi változatában, ami töredékesen maradt fenn egy középbirodalmi papiruszon, kettejük szexuális kapcsolata úgy kezdődik, hogy Széth közeledik Hóruszhoz, aki beleegyezik az aktusba, azzal a feltétellel, hogy Széth átad Hórusznak az erejéből. Ez azonban veszélybe sodorja Hóruszt, mert az egyiptomi hagyományban a sperma veszélyes és nagy erejű. Egyes szövegekben Hórusz megbetegszik tőle, de a Hórusz és Széth történetében kicselezi Széthet azzal, hogy a kezében fogja fel annak spermáját, ezt Ízisz bosszúból salátára teszi, amelyet Széth elfogyaszt. Széth veresége nyilvánvalóvá válik, mikor emiatt megjelenik a homlokán egy aranykorong: ellenfele megtermékenyítette, emiatt „megszüli” az aranykorongot. A Hórusz és Széthben Thot a saját fejére helyezi az aranykorongot; korábbi beszámolókban ő maga született ebből a kapcsolatból.
Szintén fontos eleme a mítosznak, hogy az ellenfelek megcsonkítják egymást: Hórusz megsebzi vagy ellopja Széth heréit, Széth pedig megsebesíti vagy kitépi Hórusz szemét vagy mind a kettőt, néha darabokra is tépi. Széth megcsonkítása erejének és férfiasságának elvesztését jelzi. Hórusz szemének eltávolítása még jelentősebb, mert a Hórusz-szemnek számos jelentése van az egyiptomi vallásban. Hórusz egyik fő aspektusa, hogy égistenség, emiatt jobb szemét a Napnak, bal szemét a Holdnak tartották. Hórusz szemének ellopása vagy elpusztítása így egyenlő a Hold elhalványulásával ciklusának újhold szakaszában, vagy holdfogyatkozások idején. A mítosz különféle változataiban Hórusz visszaveszi az elveszett szemet, vagy más istenségek, köztük Ízisz, Thot vagy Hathor visszaszerzik vagy meggyógyítják neki. Herman te Velde egyiptológus szerint Széth elvesztett heréinek története egy későbbi variációja annak a mítosznak, hogy Széth magva Hóruszhoz került, és a Széth homlokán megjelenő holdszerű korong Hórusz szeme. Ha ez így van, a csonkítást és a szexuális zaklatást leíró epizódok egy történetszálat alkotnak. Mivel Thot más funkciói mellett holdistenség is, te Velde szerint van értelme annak, hogy szem formájában jelenik meg és közvetíteni próbál a küzdő felek között. Hórusz szemének egésszé válása azt jelképezi, amikor a Hold újra eléri a teljes fényességét, illetve azt, hogy a királyság visszakerül Hóruszhoz, és a maat helyreállásának több más aspektusát. Néhol Hórusz szemének helyreállítását Széth heréié is kíséri, így a konfliktus lezárultával mindkét isten újra ép.

### Megoldás
A mítosz több más részéhez hasonlóan a konfliktus feloldása is összetett és változatos. Van olyan változata a történetnek, ahol Hórusz és Széth felosztották a birodalmat egymás közt. Ez párhuzamba állítható számos alapvető kettősséggel, melyet az egyiptomiak tapasztaltak világukban. Hórusznak jutottak a Nílus körüli termékeny területek, melyeken az egyiptomi civilizáció kialakult, míg Széthnek az ezt körülvevő meddő sivatag és az ezzel összefüggő idegen földek, vagy Hórusznak a föld és Széthnek az ég, vagy Hórusznak Felső-, Széthnek Alsó-Egyiptom, vagy fordítva. A memphiszi teológia szerint Geb először felosztja köztük az országot, majd meggondolja magát és az egészet Hórusznak adja. Hórusz és Széth kibékülnek, és az általuk jelképezett dualitás egységes egésszé áll össze, így a konfliktus után helyreáll a rend.
A mítosz egy másik változata Hórusz győzelmére összpontosít. Széth itt nem békül ki ellenfelével, hanem súlyos vereséget szenved, száműzik Egyiptomból, vagy akár el is pusztítják. Legyőzetése és megaláztatása hangsúlyosabban szerepel az egyiptomi történelem későbbi szakaszaiból származó szövegekben, mert ebben az időben egyre inkább a zűrzavar és gonoszság megtestesítőjét látták benne, és már nem tekintették a természetes rend részének.
Hórusz az istenek ünneplése közepette elfoglalja a trónt és Egyiptomnak végre ismét van jogos uralkodója. Az isteni döntés, hogy Széthnek nem volt igaza, helyreállítja a rendet, amit Ozirisz meggyilkolása megzavart. A mítosz egyes változataiban Széth büntetésének része, hogy Ozirisz testét a sírjába vigye. Az új király végrehajtja a halotti rítusokat apja sírjánál és ételáldozatot mutat be neki – gyakran a Hórusz-szemet is odaadja áldozati ajándékul, itt az élet és a bőség jelképeként. Egyes források szerint ezek létszükségesek ahhoz, hogy Ozirisz teljesen életre keljen a túlvilágon és elfoglalhassa helyét a holtak birodalmának királyaként, párhuzamosan azzal a szereppel, amelyet fia tölt be az élők világában. Ozirisz innentől fogva közeli kapcsolatban áll a természet körforgásával, a halállal és újjászületéssel, közte a gabona évenkénti megújulásával, ami saját feltámadását tükrözi.

## Eredete
Mivel az Ozirisz-mítosz elsőként a Piramisszövegekben bukkan fel, lényeges elemeinek már valamivel ezek keletkezése előtt ki kellett alakulniuk. A különálló részek – Ozirisz halála és feltámasztása, Hórusz gyermekkora, Hórusz és Széth küzdelme – eredetileg egymásól független mítoszok lehettek. Ha így volt, akkor a köztük laza összefüggést mutató Piramisszövegek kialakulásának idején kezdtek összekapcsolódni. A mítosz számos külső hatást mutat. Nagy része vallási elképzeléseken alapul, valamint az egyiptomi társadalom alapvető jellegzetességein: a királyság isteni természetén, a trónöröklés rendjén, a maat fenntartásáért folytatott küzdelmén és a halál legyőzésére tett kísérleteken. Ízisz és Nephtisz gyászéneke halott fivérük felett a ritualizált gyász hagyományának egy korai formája lehet.
Vannak azonban jelentős eltérések is. Ozirisz eredete vitatott, és a mítosznak a haláláról szóló részének az alapja is bizonytalan. James Frazer antropológus állt elő 1906-ban azzal a feltételezéssel, hogy Ozirisz, hasonlóan az ókori Közel-Kelet más meghaló, majd feltámadó istenségeihez, eredetileg a növényzet megtestesülése volt, halála és újjászületése tehát a növények évenkénti halálát és újjászületését jelképezi. Ezt a nézetet számos egyiptológus elfogadta, de a 20. század vége felé J. Gwyn Griffiths, aki részleteiben tanulmányozta Oziriszt és a hozzá fűződő mítoszokat, arra a következtetésre jutott, hogy Ozirisz elsődlegesen a holtak királya, és a növényzettel való kapcsolata csak másodlagos. Az összehasonlító valláselmélet tudósai részéről már korábban is kritika érte Frazer halott és feltámadó istenekről szóló elméletét. Rosalie David egyiptológus szerint Ozirisz lehet a fák és más növényeknek a Nílus áradását követő újjáéledésének a megszemélyesítése.

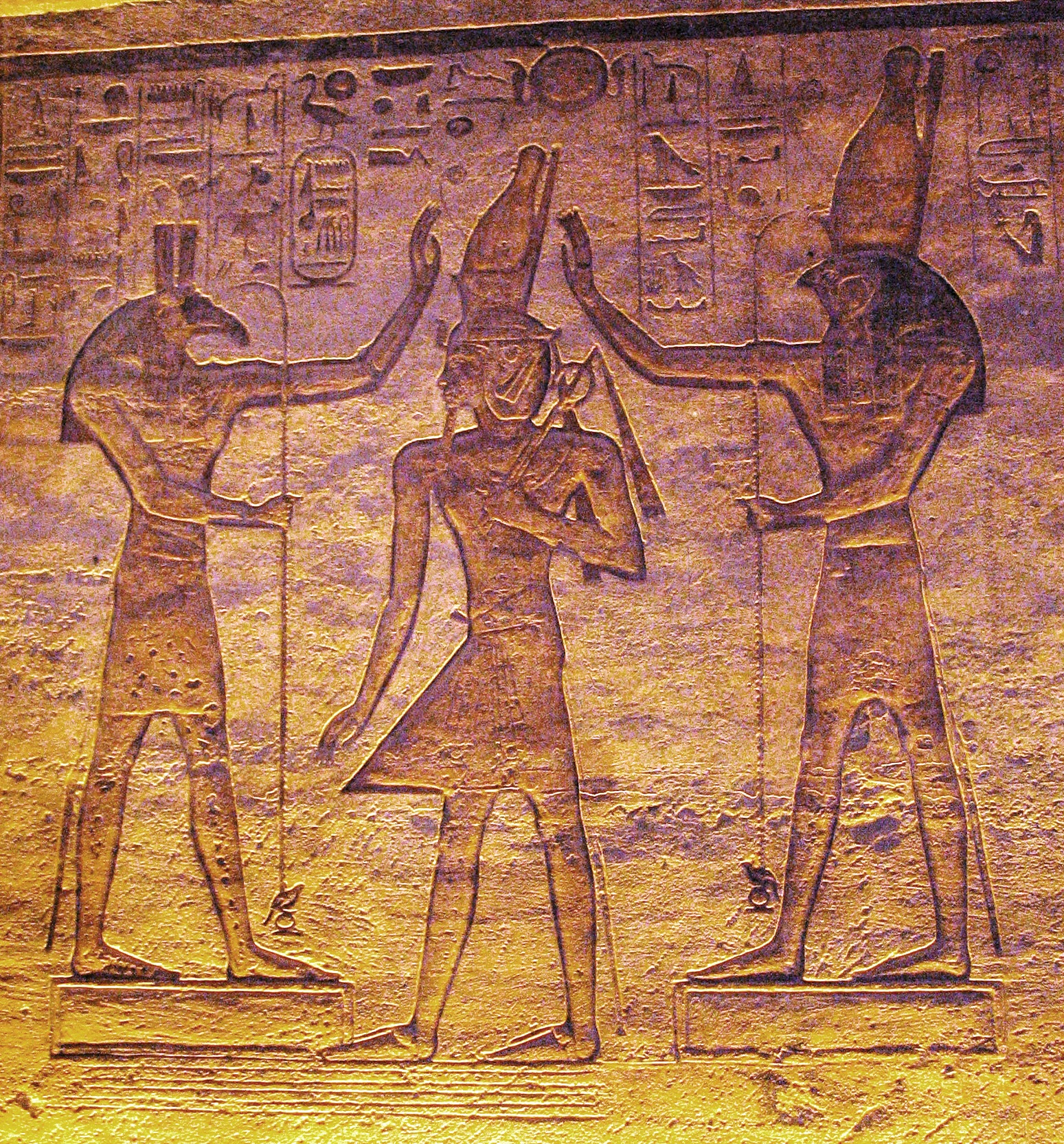
Hórusz és Széth a király támogatóiként

Egy másik vitatott felvetés Hórusz és Széth küzdelméhez kapcsolódik, melyet az egyiptológusok megpróbáltak Egyiptom korai történelmének valós eseményeivel összefüggésbe hozni. Azok a történetváltozatok, melyekben a küzdő felek végül felosztják egymás között a királyságot, valamint Hórusz és Széth azonosítása az egyes országrészekkel arra utal, hogy a két istenség az országban fennálló valamiféle megosztottságot jelképezi. Az egyiptomi hagyomány úgy tartja, és a régészeti bizonyítékok is arra mutatnak, hogy Egyiptomot történelme kezdetén egyesítették, mikor a déli királyság, Felső-Egyiptom meghódította az északi Alsó-Egyiptomot. A felső-egyiptomi uralkodók Hórusz követőinek nevezték magukat, és Hórusz lett az egyesített Egyiptomnak és királyainak a patrónusa. Hórusz és Széth azonban nem azonosíthatóak ilyen egyértelműen a két országrésszel. Mindketten számos kultuszközponttal rendelkeztek mindkét országrészben, és gyakran előfordul az is, hogy Hóruszt tartják Alsó-, Széthet pedig Felső-Egyiptom istenének. Az ellentétek egy lehetséges feloldására Kurt Sethe tett javaslatot 1930-ban. Feltételezése szerint Ozirisz eredetileg a történelem előtti időkben egyesített Egyiptom egy uralkodója volt, majd a felső-egyiptomi Széth-hívők fellázadtak ellene. Ezután Hórusz alsó-egyiptomi követői újraegyesítették az országot, ebből született Hórusz győzelmének a mítosza, majd az immár Hórusz hívei vezette Felső-Egyiptom ismét meghatározó lett a dinasztikus kor kezdetén.
A 20. század vége felé Griffiths figyelme Hórusz és Széth rokonsági fokának következetlen ábrázolása felé fordult. Úgy találta, hogy a mítosz korai változataiban Hóruszt és Széthet testvérekként, azaz egyenlő felekként ábrázolták, és a történet nem képezte az Ozirisz meggyilkolásáról szóló mítosz részét. A két külön történetet valamivel a Piramisszövegek elkészülte előtt szőtték egybe egy történetté. Ekkor változott meg a két isten rokoni kapcsolata is, így lett Hórusz Ozirisz fia, aki megbosszulja apja halálát. A két mítosz eredeti különállásának nyomai megmaradtak az ellenfelek rokonsági foka következetlen leírásában és olyan, az Ozirisz-mítosztól független szövegekben, melyek Hóruszt Nut vagy Hathor fiának állítják be. Griffiths emiatt elvetette azt a lehetőséget, hogy Ozirisz meggyilkolásának történetét valós történelmi esemény ihlette. Elméletét elfogadja többek között Jan Assmann és George Hart is.
Griffiths a Hórusz–Széth összecsapáshoz történelmi eredetet keresve Sethe elméletéhez hasonlót állított fel, és a predinasztikus Egyiptom két, Hórusz-követők általi egyesítését feltételezte. A probléma azonban megoldatlan marad, mert más, az istenekhez fűződő politikai asszociációk árnyalják a képet. Mielőtt még Felső-Egyiptomnak egyetlen uralkodója lett volna, az országrészben két jelentős város volt: Nehen délen és Naqada északon. Általában úgy tartják, hogy Nehen uralkodói egyesítették Felső-Egyiptomot, Naqadát is beleértve. Széth kapcsolatban állt Naqadával, így lehetséges, hogy a mítoszbeli konfliktus a két város közti ellenséges viszonynak állít emléket. Jóval később a II. dinasztiabeli Peribszen király Széth állatával írta egyik uralkodói címét a hagyományosabb Hórusz-sólyom helyett. Utódja, Haszehemui mindkét jelképet használta. Ez ahhoz a feltételezéshez vezetett, hogy a II. dinasztia idején összecsaptak a Hórusz-király és a Peribszen vezette Széth-hívők, Haszehemui uralkodása pedig a megbékélés jegyében telt, ahogyan arra a mítosz vége is utal.
Mivel az ilyen távoli múltban rejlő eseményekkel kapcsolatban rengeteg a bizonytalanság, Herman te Velde úgy véli, a mítosz történelmi gyökerei túl homályosak ahhoz, hogy segítségünkre legyenek a mítosz megértésében, és nem jelentősek a vallási értelmezésben. „Hórusz és Széth mítoszának eredete elveszett a történelem előtti idők vallási hagyományainak ködében.”

## Hatása
Az Ozirisz-mítosz nagyobb és átfogóbb hatással volt az egyiptomi kultúrára, mint bármelyik másik mítosz. Az irodalomban nemcsak olyan közvetlen feldolgozásoknak képezte alapját, mint a Hórusz és Széth története, hanem vele távolabbi kapcsolatban álló mítoszokra is hatással volt. A két fivér története című népmese, bár emberi szereplői vannak, a mítoszhoz hasonló elemeket vonultat fel. Az egyik szereplő péniszét megeszi egy hal, ő maga később meghal és feltámasztják. Az Igazság és hamisság története allegóriaként kezeli Hórusz és Széth összecsapását, a szereplők az igazság és a hazugság közvetlen megszemélyesítői, nem istenségek, akik összefüggésben állnak ezekkel a fogalmakkal.

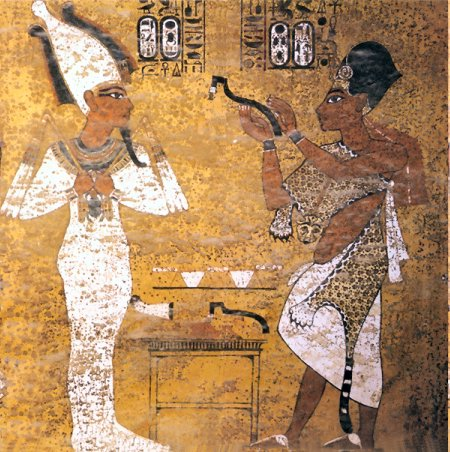
A szájmegnyitás szertartása, melyet itt Tutanhamon múmiáján végez utódja, Ay. Az elhunyt király Ozirisszé változik, akin Hórusz hajtja végre a ceremóniát.

A Piramisszövegek idejétől kezdve, de valószínűleg már korábban is, a királyok azt remélték, hogy haláluk után Oziriszhez hasonlóan ők is életre kelhetnek és uralkodhatnak az alvilágban. A Középbirodalom idejére már a közrendűek is hitték, hogy egy nap ők is legyőzik a halált, ahogy Ozirisz, azáltal, hogy imádják őt és részben a mítoszán alapuló temetkezési szertartásokban részesülnek. Ozirisz így Egyiptom legfontosabb túlvilági istensége lett. A mítosz megerősítette azt az elképzelést is, amely az Újbirodalom idejére uralkodóvá vált, hogy csak az erényes emberek jutnak Ozirisz túlvilágába. Ahogy az összegyűlt istenek igaznak ítélték Oziriszt és Hóruszt, ezzel helyrehozva a gyilkosság okozta igazságtalanságot, úgy az elhunyt lelke is igaznak kellett, hogy ítéltessék, hogy halála ne legyen érvényes többé.
Ahogy Ozirisz fontossága nőtt, úgy a népszerűsége is. A Középbirodalom vége felé Dzser első dinasztiabeli uralkodó több száz éves sírját – mely közel fekszik az isten fő kultuszközpontjához, Abüdoszhoz – Ozirisz sírjának kezdték tekinteni, és így fontos szerepet kezdett betölteni a kultuszban. Az ezt követő 1500 évben az évenkénti ünnepi felvonulás Ozirisz fő templomától a sírhoz vezetett. A felvonulás során felidézték, és talán rituálisan el is játszották Ízisz és Nephtisz gyászát, majd Ozirisz felélesztését. Az uralkodók és a közrendűek síremlékül szolgáló kis kápolnákat építtettek a felvonulási útvonal közelében, hogy megerősítsék kapcsolatukat Ozirisszel a túlvilágon. A Középbirodalom idején egy másik nagy halottkultusszal kapcsolatos ünnepséget is elkezdtek összefüggésbe hozni Ozirisszel. Az egyiptomi naptár Khoiak hónapjában Ozirisz egy jelképét, a dzsed-oszlopot rituálisan felállították. Ez Ozirisz feltámasztását jelképezte. A ptolemaida korra a szertartás részeként már magvakat is ültettek az „Ozirisz-ágyba”, egy múmiaforma, földdel megtöltött tartóba; a sarjadó magvak jelképezték Ozirisz kapcsolatát a növények évenkénti kisarjadásával.
A mítosz vallási jelentősége túlmutatott a temetkezési szertartásokon. A halotti áldozatok, melyek során a családtagok vagy az erre a célra felbérelt papok ételt ajánlottak fel az elhunytnak, logikailag összefüggésbe hozhatók voltak a mítosznak azzal az elemével, amikor Hórusz felajánlja Ozirisznek a Hórusz-szemet. Az analógiát végül kiterjesztették az istenek és emberek közti minden más interakcióra is. A templomi áldozatbemutatások során a pap Hórusz szerepét vette magára, az istennek szánt ajándékok Hórusz szeme lettek, és az isten, aki épp kapta az áldozatot, arra az időre Ozirisszel vált eggyé.
Az élő királyt körülvevő ideológiára is hatott az Ozirisz-mítosz. Az egyiptomiak úgy vélték, a mítosz eseményeire valamikor Egyiptom homályos távoli múltjában került sor és Ozirisz, Hórusz és elődeik bekerültek az uralkodók felsorolásaiba, szerepelnek például a torinói királylistán. Hóruszt, mint egykori uralkodót és a királyfogalom megszemélyesítését minden uralkodó elődjének és példaképének tekintette. Az, ahogy elfoglalta elődje trónját és a kegyes cselekedetek, hogy fenntartsa az előző uralkodó lelkét a túlvilágon, minden fáraó számára követendő példát jelentettek. Minden új uralkodó megújította a maatot elődje halála után, ahogy Hórusz tette. A koronázások során a szertartások utaltak Ozirisz temetésére, és a himnuszok úgy ünnepelték az új király trónra léptét, mint Hóruszét.
A mítosz a népi vallásra is hatást gyakorolt. Erre példák a Hórusz gyermekkorán alapuló mágikus ráolvasások a gyógyászatban, egy másik példa a Hórusz-szem használata apotropaikus (a gonoszt elűző) amulettként. A szem mitikus helyreállítása alkalmassá tette erre a célra, illetve a jólét általános szimbólumává is tette.
A mítosz fő negatív szereplőjeként Széth nem örvendett nagy népszerűségnek. Bár a mítoszban jó tulajdonságai is vannak, főként a rosszak hangsúlyosak. Megítélése sokáig megosztott volt, de az i. e. 1. évezred folyamán már teljességgel rosszindulatú istenségként tekintettek rá, bár erre nem annyira az Ozirisz-mítoszban betöltött szerepe volt hatással, inkább az, hogy összefüggésben állt az idegen földekkel. A megsemmisítésére törekvő templomi szertartások azonban gyakran kapcsolatban álltak a mítosszal.
Íziszt és Nephtiszt a túlvilági holtak védelmezőinek tekintették, amiért megvédték és feltámasztották Oziriszt. Ízisz Hórusz anyjaként a király anyjának is tekintette az ideológia, és azt mondták, a királyokat ő dajkálta, ez isteni eredetű legitimitásuk jele. Az egyszerű nép körében megfigyelhető népszerűsége védelmező istennő mivoltán alapult, amire példák gyógyító varázslatai. A Későkorban mindennél nagyobb varázserőt tulajdonítottak neki, és úgy vélték, anyai odaadása mindenkire kiterjed. A római korra Egyiptom legjelentősebb istennőjévé vált.
Az időszámítás kezdete előtti utolsó évszázadokban Ízisz kultusza elterjedt Egyiptomon kívül, az egész mediterrán világban. Ízisz a régió egyik legnépszerűbb istensége volt, míg a 4. századtól dominánssá váló kereszténység ki nem szorította. Új, multikulturális formájában számos más istenségtől vett át tulajdonságokat, de vonzerejének kulcsa eredeti, feleségként és anyaként betöltött szerepe maradt. A történetében központi szerepet betöltő Ozirisz és Hórusz kultusza az övével együtt terjedt. Plutarkhosz egy görög Ízisz-papnő részére írta le beszámolóját Ozirisz mítoszáról.
Plutarkhosz és a hozzá hasonló görög és római szerzők művei által az Ozirisz-mítosz ismerete az i. sz. első évezred közepe után is fennmaradt, azután is, hogy az egyiptomi vallás megszűnt létezni, és a mítoszt eredetileg feljegyző írásrendszerek is feledésbe merültek. A mítosz fontos eleme maradt az Egyiptomról alkotott nyugati felfogásnak. Napjainkban, amikor az Egyiptomról alkotott elképzeléseink kialakítását az eredeti egyiptomi források is segítik, a történet továbbra is nagy ihlető erővel bír a tudomány, a művészetek és az új vallási mozgalmak terén is.

## Fordítás
- Ez a szócikk részben vagy egészben  az   Osiris myth című angol Wikipédia-szócikk ezen változatának fordításán alapul.  Az eredeti cikk szerkesztőit annak laptörténete sorolja fel. Ez a jelzés csupán a megfogalmazás eredetét és a szerzői jogokat jelzi, nem szolgál a cikkben szereplő információk forrásmegjelöléseként.